# Anchimolio
Anchimolio, figlio di Astro (in greco antico: Ἀγχιμόλιος?, Anchimólios; Sparta, VI secolo a.C. – Attica, 511/510 a.C.), è stato un militare spartano.

## Biografia
Anchimolio, descritto da Erodoto come "uomo stimato", comandò nel 511/510 a.C. una spedizione mandata dagli Spartani ad Atene per rovesciare la tirannide dei Pisistratidi. Anchimolio sbarcò al Falero, ma i Pisistratidi vennero informati del piano e chiesero aiuto ai Tessali, che mandarono il loro re Cinea con mille cavalieri. Dopo aver preparato la piana per la cavalleria, i Pisistratidi lanciarono la cavalleria contro gli Spartani e ne uccisero molti, compreso Anchimolio, mentre gli altri furono costretti a ritornare alle navi. Anchimolio venne sepolto presso il demo di Alopece, vicino all'Eracleo di Cinosarge.